# Album al numero uno nella Billboard 200 nel 2020

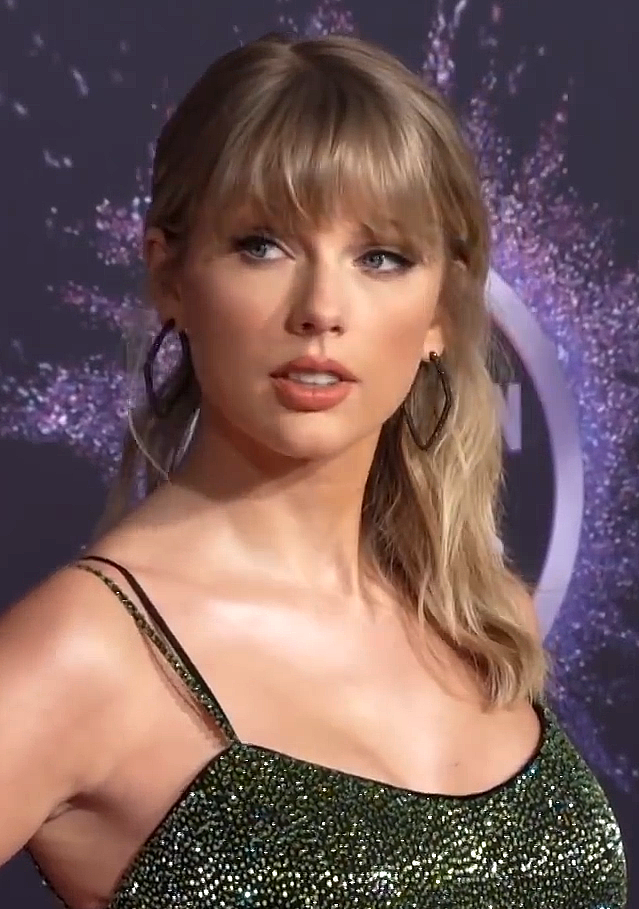
Folklore della cantante Taylor Swift ha ottenuto il più alto numero di vendite in una settimana, diventando anche l'album con il maggior numero di settimane alla uno del 2020.

Di seguito è proposta la lista degli album al numero uno nella Billboard 200 nel 2020. La Billboard 200 è una classifica musicale che considera gli album e gli EP più di successo negli Stati Uniti. I dati vengono raccolti dalla compagnia Nielsen SoundScan e, in seguito, la classifica finale viene pubblicata settimanalmente dalla rivista Billboard. La classifica si basa sulle unità equivalenti ad album, che includono le vendite fisiche, le vendite digitali e lo streaming sulle piattaforme online delle singole tracce di un album.

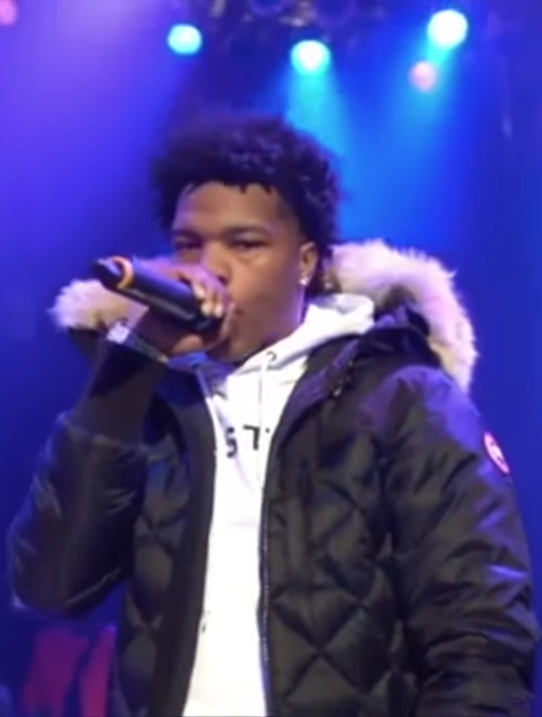
My Turn del rapper Lil Baby è diventato il primo album numero uno dell'artista, rimanendo 5 settimane in vetta alla classifica.

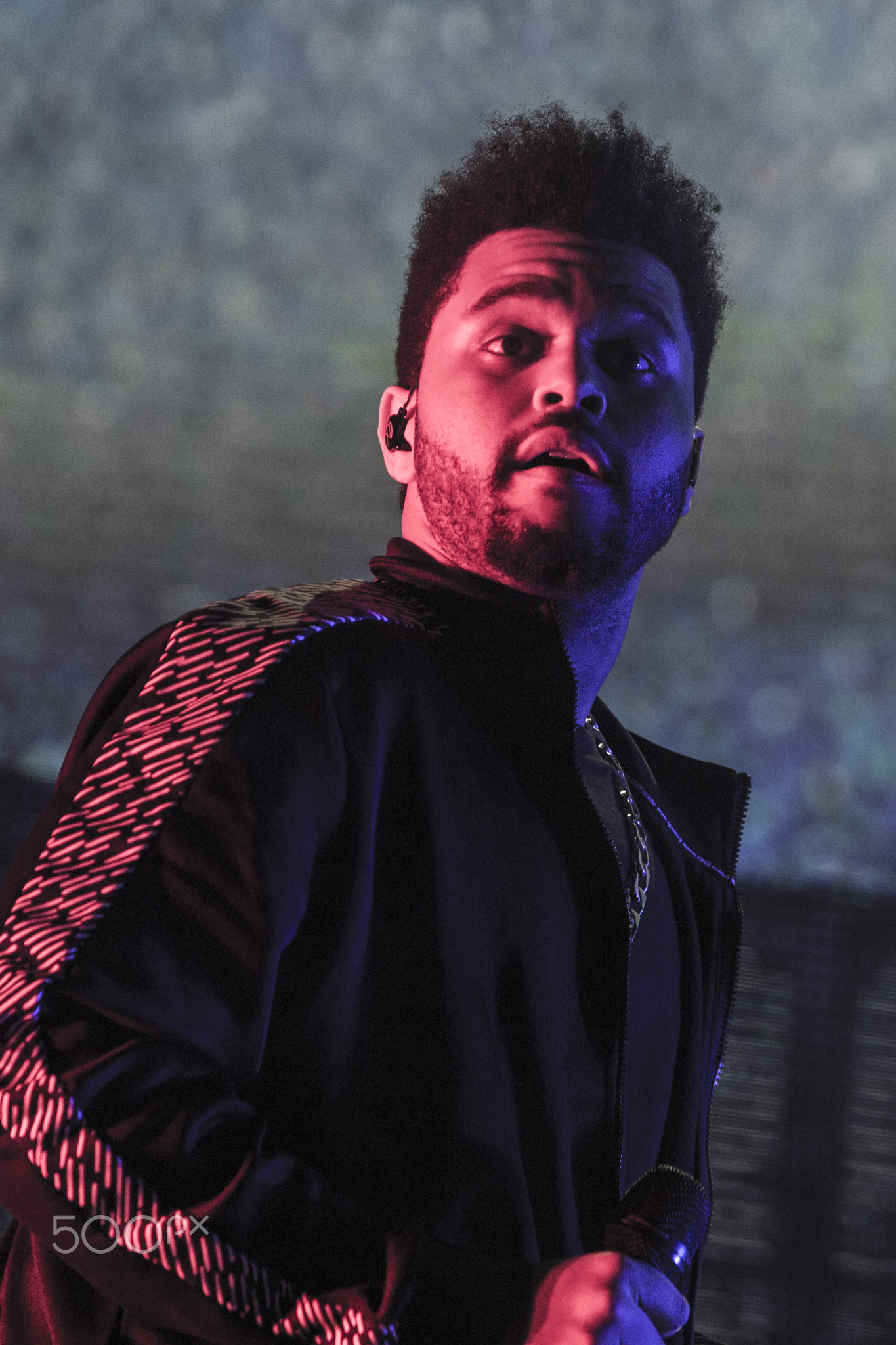
After Hours di The Weeknd è rimasto quattro settimane consecutive in vetta alla Billboard 200, diventando il suo quarto album numero uno.

A partire dal 18 gennaio 2020, Billboard include nel conteggio anche i dati provenienti dalle visualizzazioni dei video ufficiali su YouTube, così come gli ascolti provenienti da altre piattaforme come Apple Music, Spotify, Tidal e Vevo.

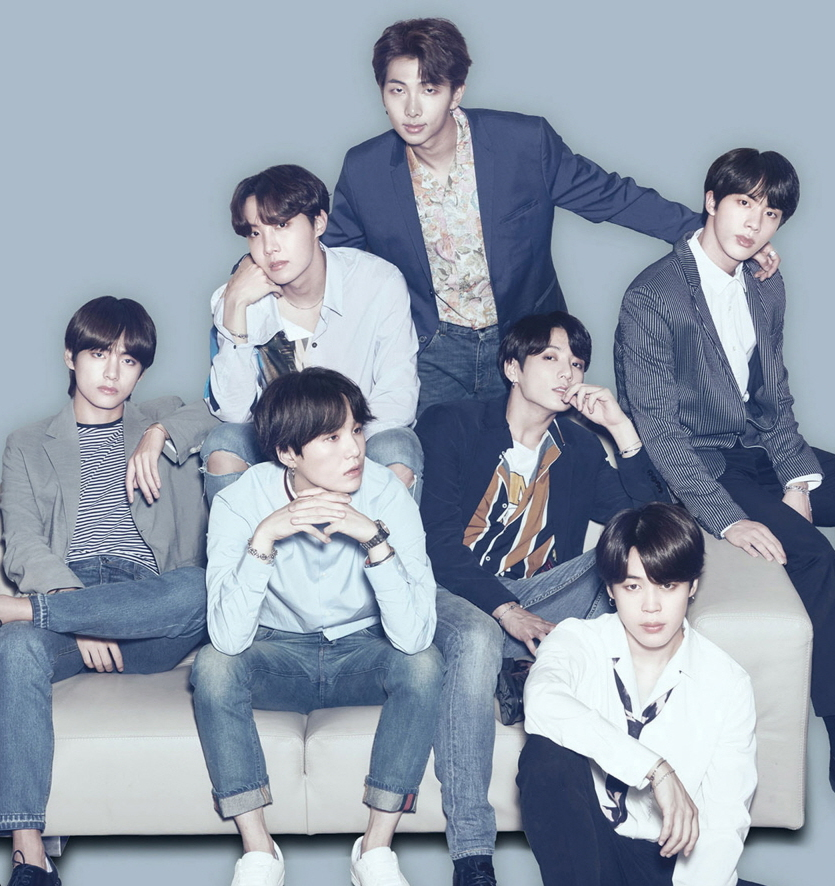
La boy band sudcoreana BTS ha ottenuto due album al numero uno nel 2020: Map of the Soul: 7 eBe.

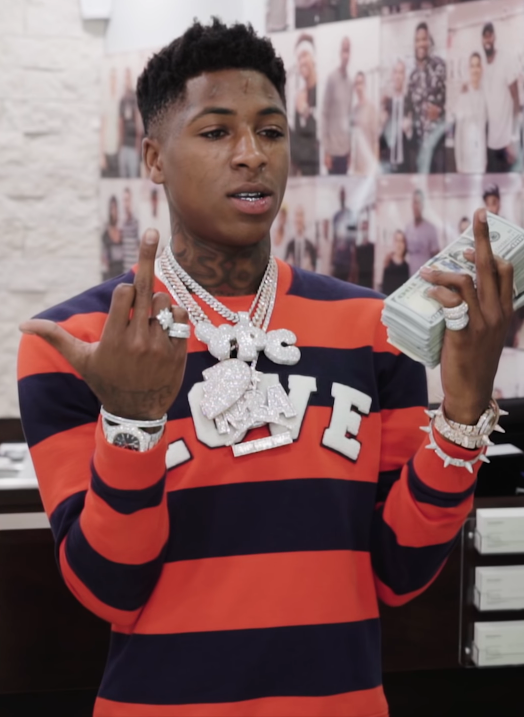
YoungBoy Never Broke Again ha ottenuto due album numero uno nel 2020: 38 Baby 2 e Top.

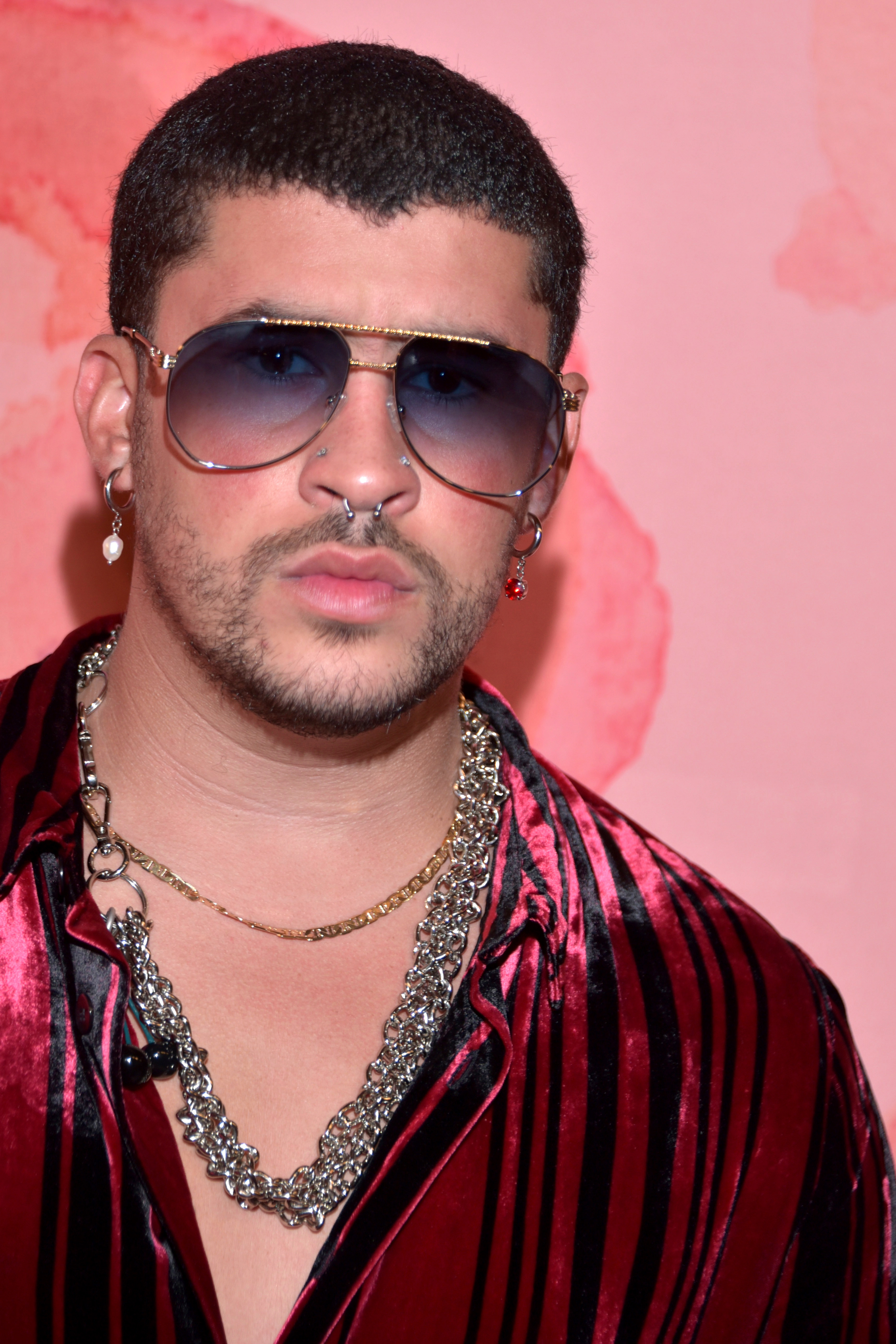
El último tour del mundo di Bad Bunny è diventato il primo album totalmente in lingua spagnola a raggiungere la vetta della classifica.

Folklore, l'ottavo album in studio della cantante americana Taylor Swift, è stato l'album più venduto del 2020, nonché quello con la più lunga permanenza in vetta alla classifica, con otto settimane non consecutive.
In base alla classifica Billboard di fine anno, l'album con le migliori prestazioni del 2020 è stato Hollywood's Bleeding di Post Malone che, però, ha raggiunto la prima posizione della Billboard 200 a fine 2019.
Durante il 2020, tre artisti hanno ottenuto due album al numero uno ciascuno: i BTS (Map of the Soul: 7 e Be), YoungBoy Never Broke Again (38 Baby 2 e Top) e Taylor Swift (Folklore e Evermore).

## Billboard 200
| † | Hollywood's Bleeding di Post Malone è stato l'album con le migliori prestazioni del 2020, ma ha raggiunto la numero uno a fine 2019 |

| Data         | Album                                 | Artista                    | Tot. sett. #1 | Unità vendute | Fonti  |
| ------------ | ------------------------------------- | -------------------------- | ------------- | ------------- | ------ |
| 4 gennaio    | Fine Line                             | Harry Styles               | 2             | 89.000        | [ 7 ]  |
| 11 gennaio   | JackBoys                              | JackBoys e Travis Scott    | 1             | 154.000       | [ 8 ]  |
| 18 gennaio   | Please Excuse Me For Being Antisocial | Roddy Ricch                | 4             | 56.000        | [ 9 ]  |
| 25 gennaio   | Rare                                  | Selena Gomez               | 1             | 112.000       | [ 10 ] |
| 1 febbraio   | Music to be Murdered By               | Eminem                     | 1             | 279.000       | [ 11 ] |
| 8 febbraio   | Please Excuse Me For Being Antisocial | Roddy Ricch                | 4             | 95.000        | [ 12 ] |
| 15 febbraio  | Funeral                               | Lil Wayne                  | 1             | 139.000       | [ 13 ] |
| 22 febbraio  | Please Excuse Me For Being Antisocial | Roddy Ricch                | 4             | 79.000        | [ 14 ] |
| 29 febbraio  | Changes                               | Justin Bieber              | 1             | 231.000       | [ 15 ] |
| 7 marzo      | Map of the Soul: 7                    | BTS                        | 1             | 422.000       | [ 16 ] |
| 14 marzo     | My Turn                               | Lil Baby                   | 5             | 197.000       | [ 17 ] |
| 21 marzo     | Eternal Atake                         | Lil Uzi Vert               | 2             | 288.000       | [ 18 ] |
| 28 marzo     | Eternal Atake                         | Lil Uzi Vert               | 2             | 247.000       | [ 19 ] |
| 4 aprile     | After Hours                           | The Weeknd                 | 4             | 444.000       | [ 20 ] |
| 11 aprile    | After Hours                           | The Weeknd                 | 4             | 138.000       | [ 21 ] |
| 18 aprile    | After Hours                           | The Weeknd                 | 4             | 90.000        | [ 22 ] |
| 25 aprile    | After Hours                           | The Weeknd                 | 4             | 75.000        | [ 23 ] |
| 2 maggio     | Blame It On Baby                      | DaBaby                     | 1             | 124.000       | [ 24 ] |
| 9 maggio     | 38 Baby 2                             | YoungBoy Never Broke Again | 1             | 67.000        | [ 25 ] |
| 16 maggio    | Here and Now                          | Kenny Chesney              | 1             | 233.000       | [ 26 ] |
| 23 maggio    | Good Intentions                       | Nav                        | 1             | 135.000       | [ 27 ] |
| 30 maggio    | High Off Life                         | Future                     | 1             | 153.000       | [ 28 ] |
| 6 giugno     | Wunna                                 | Gunna                      | 1             | 111.000       | [ 29 ] |
| 13 giugno    | Chromatica                            | Lady Gaga                  | 1             | 274.000       | [ 30 ] |
| 20 giugno    | My Turn                               | Lil Baby                   | 5             | 65.000        | [ 31 ] |
| 27 giugno    | My Turn                               | Lil Baby                   | 5             | 72.000        | [ 32 ] |
| 4 luglio     | My Turn                               | Lil Baby                   | 5             | 70.000        | [ 33 ] |
| 11 luglio    | My Turn                               | Lil Baby                   | 5             | 70.000        | [ 34 ] |
| 18 luglio    | Shoot for the Stars, Aim for the Moon | Pop Smoke                  | 2             | 251.000       | [ 35 ] |
| 25 luglio    | Legends Never Die                     | Juice Wrld                 | 2             | 497.000       | [ 36 ] |
| 1 agosto     | Legends Never Die                     | Juice Wrld                 | 2             | 162.000       | [ 37 ] |
| 8 agosto     | Folklore                              | Taylor Swift               | 8             | 846.000       | [ 38 ] |
| 15 agosto    | Folklore                              | Taylor Swift               | 8             | 135.000       | [ 39 ] |
| 22 agosto    | Folklore                              | Taylor Swift               | 8             | 136.000       | [ 40 ] |
| 29 agosto    | Folklore                              | Taylor Swift               | 8             | 101.000       | [ 41 ] |
| 5 settembre  | Folklore                              | Taylor Swift               | 8             | 98.000        | [ 42 ] |
| 12 settembre | Folklore                              | Taylor Swift               | 8             | 90.000        | [ 43 ] |
| 19 settembre | Detroit 2                             | Big Sean                   | 1             | 103.000       | [ 44 ] |
| 26 settembre | Top                                   | YoungBoy Never Broke Again | 1             | 126.000       | [ 45 ] |
| 3 ottobre    | Folklore                              | Taylor Swift               | 8             | 87.000        | [ 46 ] |
| 10 ottobre   | Tickets to My Downfall                | Machine Gun Kelly          | 1             | 126.000       | [ 47 ] |
| 17 ottobre   | Savage Mode II                        | 21 Savage e Metro Boomin   | 1             | 171.000       | [ 48 ] |
| 24 ottobre   | Shoot for the Stars, Aim for the Moon | Pop Smoke                  | 2             | 67.000        | [ 49 ] |
| 31 ottobre   | Folklore                              | Taylor Swift               | 8             | 77.000        | [ 50 ] |
| 7 novembre   | What You See Is What You Get          | Luke Combs                 | 2             | 109.000       | [ 51 ] |
| 14 novembre  | Positions                             | Ariana Grande              | 2             | 174.000       | [ 52 ] |
| 21 novembre  | Positions                             | Ariana Grande              | 2             | 83.000        | [ 53 ] |
| 28 novembre  | Power Up                              | AC/DC                      | 1             | 117.000       | [ 54 ] |
| 5 dicembre   | Be                                    | BTS                        | 1             | 242.000       | [ 55 ] |
| 12 dicembre  | El último tour del mundo              | Bad Bunny                  | 1             | 116.000       | [ 56 ] |
| 19 dicembre  | Wonder                                | Shawn Mendes               | 1             | 89.000        | [ 57 ] |
| 26 dicembre  | Evermore                              | Taylor Swift               | 4             | 183.000       | [ 58 ] |

Note:
1. ↑  Ha raggiunto il numero uno anche nel 2019
2. 1 2 3  Ha raggiunto il numero uno anche nel 2019
3. ↑  Ha raggiunto il numero uno anche nel 2019
4. ↑  Ha raggiunto il numero uno anche nel 2021